# Albertonykus
Albertonykus (gr. "garra de Alberta") é um gênero de dinossauro terópode alvarezsáurido, que viveu no período Cretáceo, a aproximadamente 70 milhões de anos no Maastrichtiano, na atual América do Norte. Encontrados na Formação Canyon Horseshoe em Alberta, no Canadá. Foram recuperados elementos dos membros superiores e inferiores de pelo menos dois indivíduos.

A espécie é A. borealis, foi descrita por Nicholas Longrich e Philip Currie em 2008. O nome específico (borealis) provém do grego antigo "boreal, o vento norte".